# Baryphthengus ruficapillus
Baryphthengus ruficapillus là một loài chim trong họ Momotidae.